# Hussigny-Godbrange
Hussigny-Godbrange – miejscowość i gmina we Francji, w regionie Grand Est, w departamencie Meurthe i Mozela.
Według danych na rok 1990 gminę zamieszkiwało 2827 osób, a gęstość zaludnienia wynosiła 184 osoby/km² (wśród 2335 gmin Lotaryngii Hussigny-Godbrange plasuje się na 158. miejscu pod względem liczby ludności, natomiast pod względem powierzchni na miejscu 328.).

## Populacja

Populacja Hussigny-Godbrange w latach 1962–2008

## Galeria

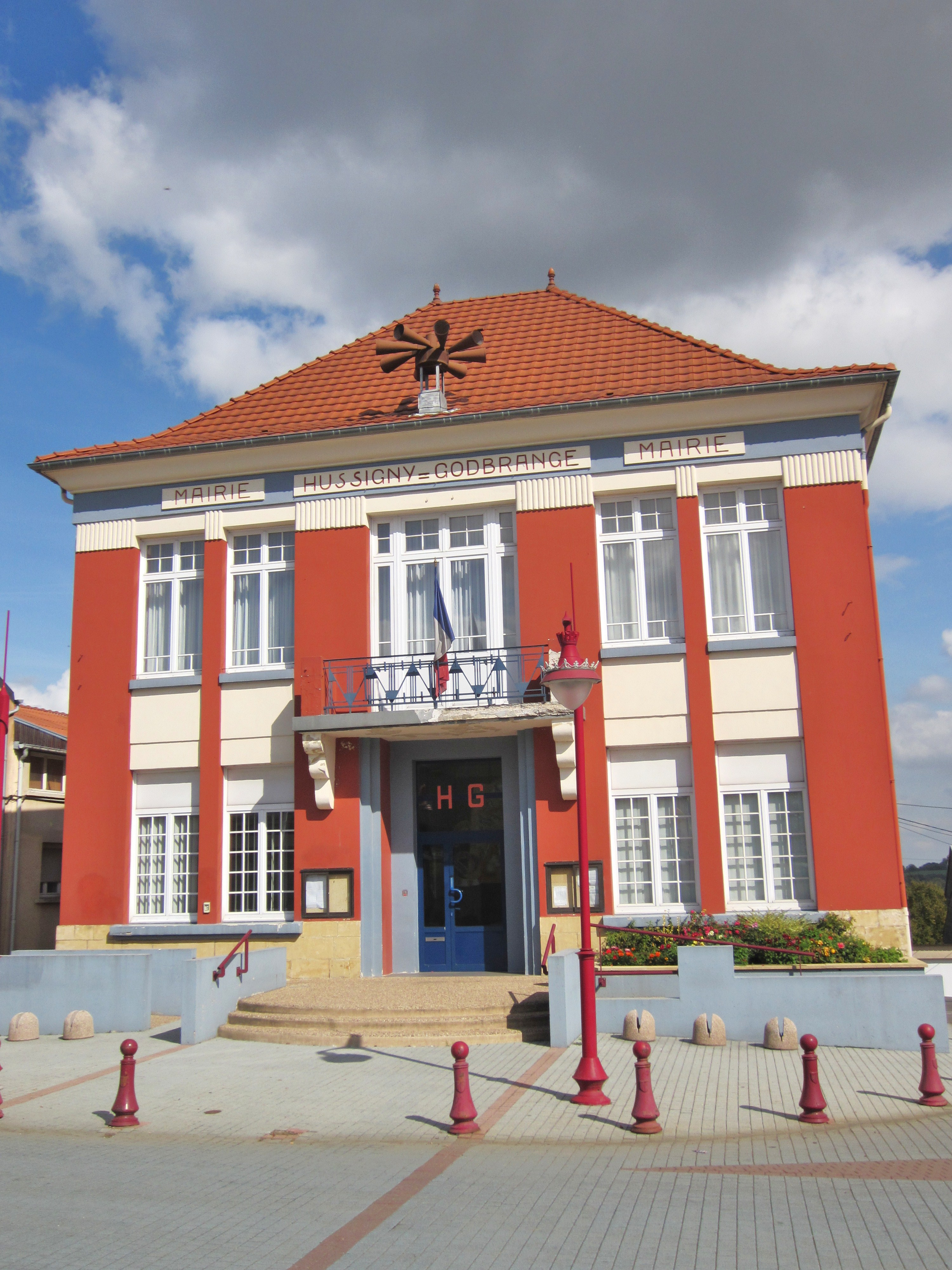
Ratusz (2011)
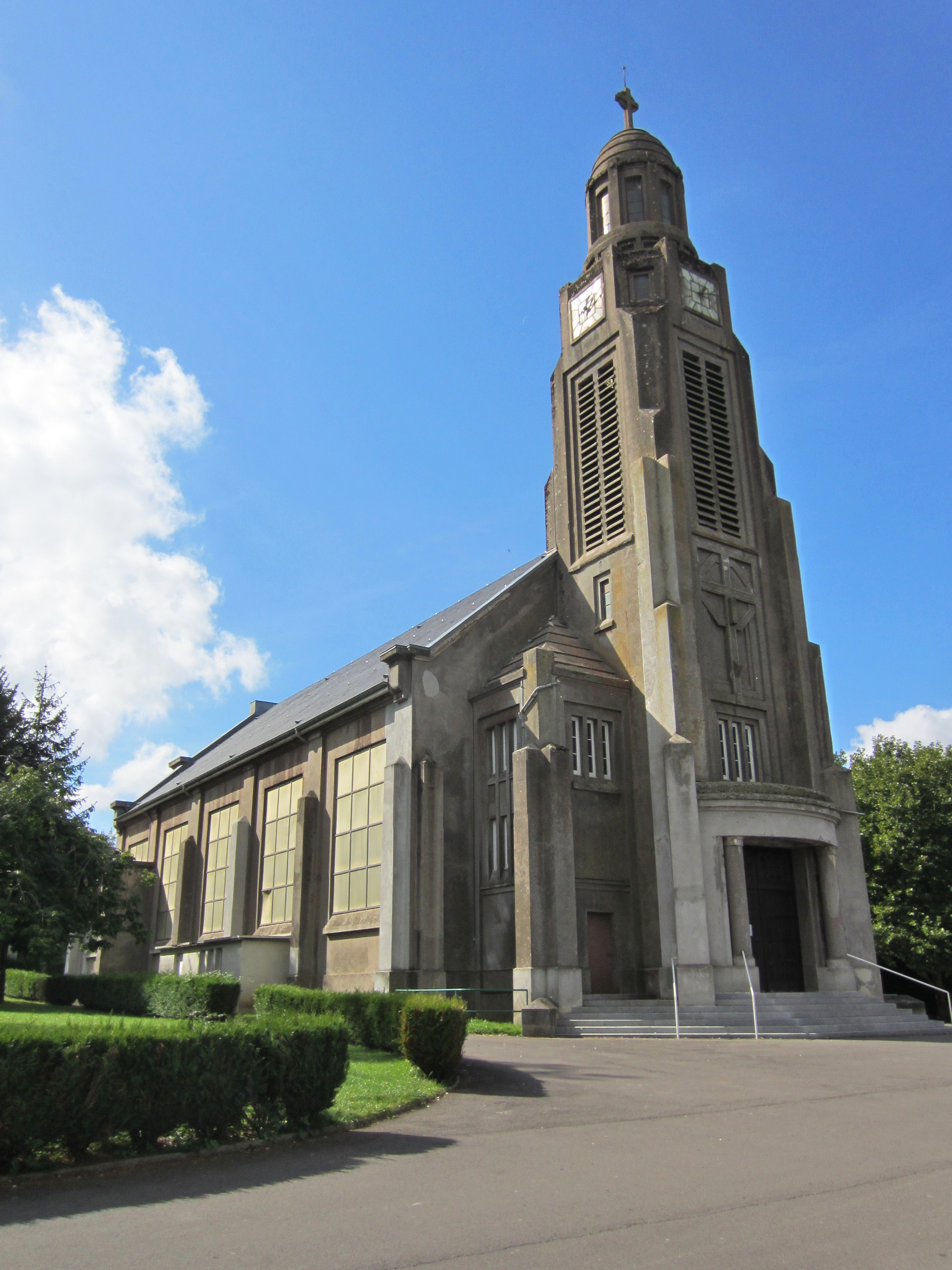
Kościół (2011)
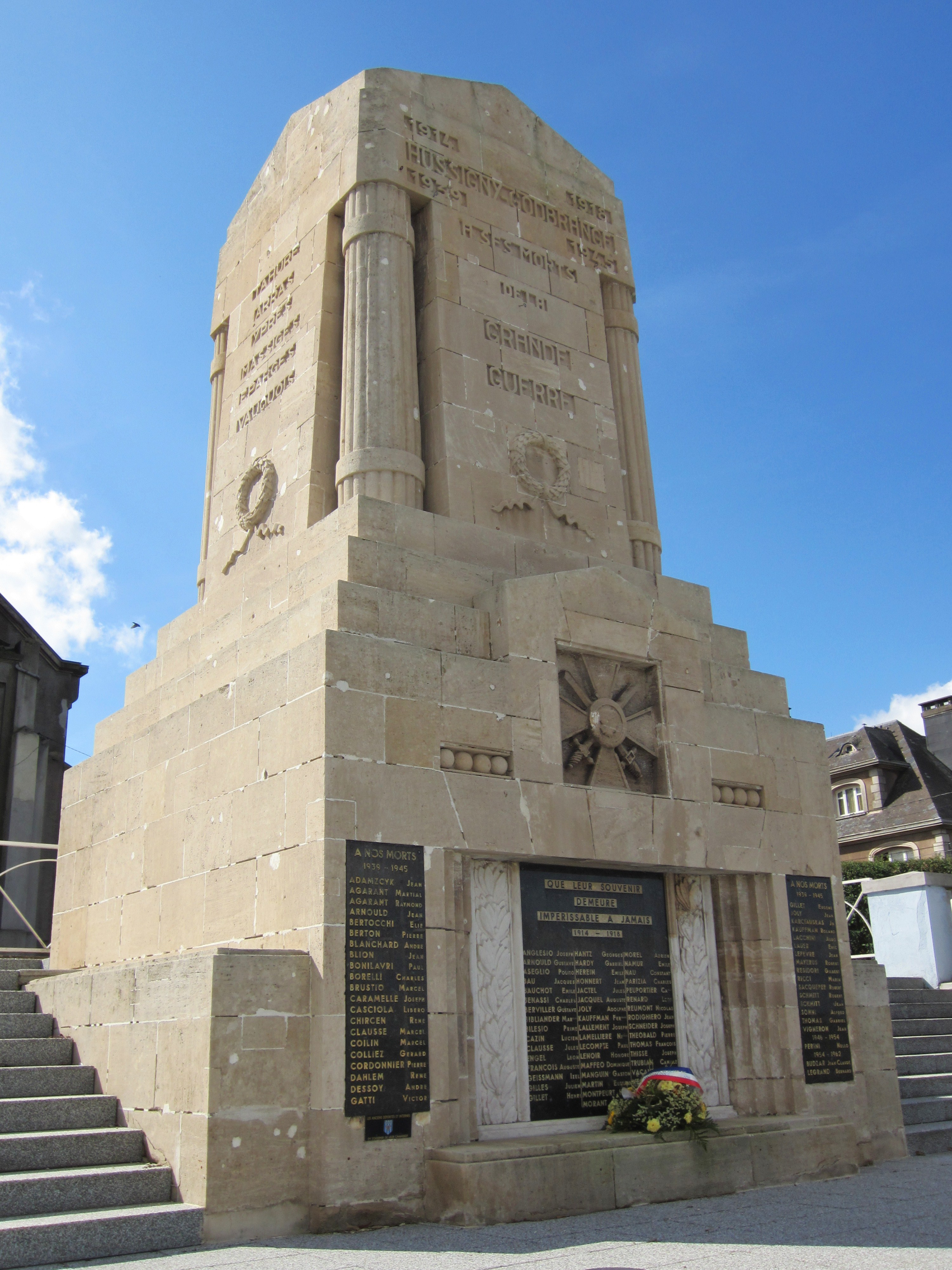
Pomnik (2011)